# Хашин (чингизид)
Хашин, Хаши, Каши (монг. Хаш?, ᠠᠱᠢᠨ?; ум. ок. 1237) — монгольский принц из рода Борджигин, внук Чингисхана, сын Угэдэя. 
Согласно персидскому историку Рашид ад-Дину, Хашин был пятым из семи известных сыновей Угэдэя. Точных сведений о том, когда родился Хашин, нет — известно лишь, что это произошло во время одного из походов Чингисхана на государство тангутов Западное Ся. В честь покорения тангутских земель мальчику дали имя Хашин — кальку с китайского «Хэ-си» («к западу от реки»), использовавшуюся монголами как альтеративное название Западного Ся. После смерти Хашина на произнесение его имени, по древнему монгольскому обычаю, было наложено табу, и земли бывшего Западного Ся стали называться «Тангут». 
Хашин скончался в молодости, ещё при жизни Угэдэя. Подобно отцу и некоторым из братьев, Хашин питал слабость к вину и, по словам Рашид ад-Дина, «постоянно пребывал в опьянении». У Хашина остался сын Хайду, известный борьбой за власть с другой ветвью потомков Чингисхана — толуидами.